# HD 115612
HD 115612，又名BD+69 694，SAO 16033、HR 5018，是一颗恒星，视星等为6.2，位于銀經119.46，銀緯48.55，其B1900.0坐标为赤經13h 13m 11.3s，赤緯+68° 48.55′ 6″。